# Hamilton Rodrigues
Hamilton Moutinho Rodrigues (Rio de Janeiro, 2 de abril de 1966) é um jornalista e locutor esportivo brasileiro.
Atualmente, é narrador e apresentador nos canais ESPN e Disney Plus, atuando na transmissão da MotoGP, tênis, NBA, NBB, futebol nacional e internacional, automobilismo, dentre outros esportes.
Desde 2020 é narrador titular da MotoGP no Brasil, numa programação com mais de doze horas de transmissão por etapa.
Colocou voz no game da MOTOGP no Brasil por três temporadas.

## Carreira
Começou a carreira como repórter na Rádio Fluminense em 1992. No ano seguinte, atuou na Rádio Nacional do Rio de Janeiro como plantonista esportivo e repórter. Depois, seguiu carreira na rádio Tropical FM, no Rio de Janeiro. Entre 1995 e 1996 trabalhou nas rádios Litoral e Ondas, na cidade de Cabo Frio, como repórter. De volta ao Rio de Janeiro, trabalhou como repórter e locutor na Rádio Tamoio e na Super Rádio Brasil, até entrar para o time de locutores dos canais por assinatura SporTV e Premiere FC, em 1998.
Em 2004, retornou à Super Rádio Brasil como locutor. Mudou-se para São Paulo em 2008 e passou a atuar como locutor esportivo no Portal Terra, o Terra Networks.
Desde janeiro de 2012, atuava como locutor esportivo no canal Fox Sports Brasil, que tem, com exclusividade, os direitos de transmissão na TV por assinatura da Copa Santander Libertadores e Copa Bridgestone Sul-americana.
Possuía um blog no site do canal, o “Forte Abraço!” , onde escreve sua opinião sobre variados assuntos no esporte. O bordão é o mesmo que ele usa para anunciar o começo de suas transmissões.
Durante a Copa do Mundo de 2014, o Fox Sports Brasil homenageou cada funcionário com um vídeo, ressaltando o preparo e a dedicação de sua equipe durante o mundial e Hamilton estava entre eles. 
Nos Jogos Olímpicos de 2016, no Rio de Janeiro, foi titular na narração do vôlei de praia masculino e feminino , além da final do futebol feminino e das maratonas masculina e feminina.
Em 2020, devido a decisão da Disney de unificar os canais esportivos (Fox Sports e ESPN), Hamilton passou a narrar nos dois canais, além de comandar alguns programas. Em 2022, passou a narrar apenas pela ESPN, uma vez que o Fox Sports foi extinto no Brasil.
Narrou provas e competições de mais de 50 esportes diferentes e participou da cobertura dos seguintes eventos esportivos:
- Copas do Mundo de 2002, 2010 [9], 2014[10], 2018[11], 2022
- Jogos Panamericanos de Winnipeg 1999 [12]
- Jogos Olímpicos de Sydney 2000, Atenas 2004, Pequim 2008[13], Rio de Janeiro 2016
- Jogos Olímpicos de Inverno - Salt Lake City (2002) e Vancouver (2010)[14]
- 2 temporadas completas da NBA - 2009/2010 e 2010/2011[15] - no Portal Terra, e desde 2020 nos canais ESPN
- Temporadas da Formula Indy, Itaipava GT Brasil e Nascar
- Campeonato Brasileiro Séries A e B, Campeonatos Estaduais, Campeonatos Nacionais Masculino e Feminino de Basquete, Circuito Brasileiro de Vôlei de Praia, Copa Davis de Tênis, Federation Cup, Liga Mundial de Vôlei e Liga Futsal, entre outros.[16]